# High Hopes (Pink Floyd)
"High Hopes" is een nummer uit 1994 van de Britse groep Pink Floyd. Het is het laatste nummer van het album The Division Bell (1994).
Het nummer begint en eindigt met een klokgeluid dat het symbool is van het album The Division Bell. De albumtitel is afkomstig van de liedtekst. Ook kenmerkend voor dit nummer is de solo van David Gilmour met lap-steelgitaar, die ongeveer 2 minuten en tien seconden duurt.

## Muzikanten
- David Gilmour — zang, gitaar, basgitaar en hawaïgitaar
- Richard Wright — synthesizer
- Nick Mason — slagwerk, klok, tamboerijn
- Jon Carin — piano
- Michael Kamen — orkest-arrangement
- Edward Shearmur — orkest-arrangement

## NPO Radio 2 Top 2000
| Nummer met noteringen in de NPO Radio 2 Top 2000 | '15  | '16 | '17 | '18 | '19 | '20 | '21 | '22 | '23 | '24 |
| ------------------------------------------------ | ---- | --- | --- | --- | --- | --- | --- | --- | --- | --- |
| High Hopes                                       | 1755 | 681 | 547 | 550 | 485 | 618 | 569 | 496 | 538 | 519 |

1. ↑  Een vetgedrukt getal geeft de hoogste notering aan.
2. ↑  2015 was het eerste jaar met een notering voor dit nummer.